# Potopa (kniha)
Potopa (polsky Potop) je román od polského nositele Nobelovy ceny za literaturu Henryka Sienkiewicze vydaný v roce 1886. Kniha je druhou částí monumentální románové Trilogie, jejíž první částí je Ohněm a mečem a třetí Pan Wołodyjowski.
Knihu v roce 1974 zfilmoval Jerzy Hoffman.

## Obsah
Kniha popisuje švédský útok na Polsko. Vysoká polská šlechta zaměstnaná vnitřními neshodami Švédům neklade odpor a někteří magnáti, jako Janusz Radziwill, s nimi dokonce spolupracují. Pouze malá část skládající se především z rytířů se postaví jak proti Švédům, tak proti zrádcům. Patří k nim i pan Skrzetuski a pan Wołodyjowski.
Hlavním hrdinou knihy je ale Ondřej Kmicic, žoldnéř ve službách knížete Radziwilla. Kmicic miluje Olenku, dceru žmuďského rytíře, která ho však odmítá jako zrádce. Kmicic má dokonce souboj s panem Wołodyjowským a rozejdou se jako nepřátelé. Poté se však Kmicic setká s Bohuslavem Radziwillem, bratrancem knížete Janusze. Je to odrodilec, vychovaný ve Francii, který odmítá mluvit polsky a plánuje, že si se Švédy rozdělí Polsko. Jeho cynismus Kmicice tak šokuje, že začne litovat své zrady a přidá se na stranu těch, kdo bojují proti Švédům.
Švédové mezitím dobudou Varšavu i Krakov a obléhají také poutní místo Jasná Hora u Čenstochové. Na obraně kláštera má výrazný podíl právě Kmicic, jemuž se podařilo zničit Švédům největší obléhací dělo. Klášter se dobýt nepodaří a útok na toto poutní místo Poláky velmi pobouří. Bez ohledu na nebezpečí začnou napadat a ničit menší švédské posádky a k povstání se přidává i vysoká šlechta pod vedením pana Czarnieckého.
Kmicic odjíždí do Slezska, kde žije vypuzený král Jan Kazimír II. Vasa a přesvědčí ho, aby vyrazil do protiútoku. Partyzánská válka Švédy vysiluje a švédský král Karel X. Gustav si začne uvědomovovat, že ji nemůže vyhrát. Polské oddíly vždy zaútočí, zničí malou švédskou posádku a pak jsou rozpuštěny, Švédové nemohou nikoho dopadnout a jsou postupně vytlačeni ze země. Polský protiútok přenese válku do Dánska, ale Polsko je zároveň z jihu napadeno žoldáky transylvánského knížete Rákócziho. Přesto válka končí polským vítězstvím. Pan Kmicic se v bojích velmi vyznamená, je těžce raněn a když se uzdraví, Olenka mu odpustí, že zpočátku stál na straně zrádců. Kniha končí svatbou Kmicice a Olenky.

## Hlavní postavy
- Andrzej Kmicic
- Alexandra (Olenka) Biellewiczówna
- Bohuslaw Radziwill
- Jan Skrzetuski
- Jan Onufry Zagłoba
- Michal Wołodyjowski
- Anna Borzobohata-Krasieńska
- Hassling-Kettling of Elgin
- Janusz Radziwill
- Stanislav Skrzetuski
- Kosma a Damián Kiemliczové
- Jan II. Kazimír Vasa
- Karel X. Gustav
- Czarniecki
- Rzędzian
- Charlamp
- Augustýn Kordecki
- Roch Kowalski
- Soroka
- Jan Vikart z Vřesovic